# LATTC/Ortho Institute (Metro de Los Ángeles)
LATTC/Ortho Institute  es una estación en la línea E del Metro de Los Ángeles. La estación se encuentra localizada en 2460 S Flower Street en North University Park, Los Ángeles. La estación LATTC/Ortho Institute fue inaugurada el 28 de abril de 2012. La Autoridad de Transporte Metropolitano del Condado de Los Ángeles es la encargada por el mantenimiento y administración de la estación.

## Descripción y servicios
La estación LATTC/Ortho Institute cuenta con 1 plataforma central y 2 vías.

## Conexiones
La estación es abastecida por las siguientes conexiones: 
- Rutas de autobuses de Metro Local: 37, 55, 81, 355*, 603
Metro Express: 442*, 450X*, 460 *(M-F, Peak Only); LADOT DASH: F, King-East